# Ion Creangă
Ion Creangă (Humulesti, 1. ožujka 1837. – Iaşi, 31. prosinca 1889.) bio je rumunjski pisac, rođen u Moldaviji.
Rođen je u selu Humulesti, koje se nalazi u podnožju istočnih Karpata, u sjevernoj Moldaviji, 1837. Najstariji je od osmero djece. Po želji majke postao je svećenik Rumunjske pravoslavne Crkve. Kasnije napušta svećenički poziv i postaje učitelj. Pojedinosti o mladim danima, Ion Creangă objavio je u autobiografiji "Sjećanja na djetinjstvo". Postao je glavna ličnost rumunjske književnosti 19. stoljeća i moderne rumunjske proze. 
Pisao je novele, kratke priče i mnogobrojne anegdote. Pisao je i djela fantastike i djela dječje književnosti, koja imaju nazive po glavnim likovima ("Bijeli Arapin", "Ivan Turbincă", "Dănilă Prepeleac", "Stan Pățitul"). Napisao je više bajki kao što su: "Priča o svinji", "Koza i tri kozlića", "Svekrva i tri snahe" i dr. Inspirao se životom i folklorom moldavskih seljaka. Djela mu odišu toplinom i spontanošću.